# 東亜国内航空381便胴体着陸事故
東亜国内航空381便胴体着陸事故（とうあこくないこうくう381びんどうたいちゃくりくじこ）は、1979年（昭和54年）7月21日に羽田空港で発生した東亜国内航空 (TDA) 381便の航空事故（片脚着陸事故）。

## 事故の概要
1979年7月21日8時38分ごろ、東亜国内航空381便は南紀白浜空港にむけて羽田空港を離陸した。離陸後に車輪格納（ギアアップ）を行った際に本来すぐ消えるはずの車輪ライトが左後輪だけ僅かに遅く消えたという。違和感を覚えた機長は、念のためにレバー操作でギアダウンしたが、左後輪は格納したまま降りてこなかった。
機長は羽田の管制塔に緊急事態を宣言したがコックピットからは車輪が見えないため状況の確認できず、また単に機器の故障の可能性もあった。そこで機長は管制塔の許可を得て、たまたま381便の近くを羽田に向けて飛行中だったDC-9型機に協力してもらい旅客機としては異例の編隊飛行を行った。DC-9の操縦士による目視で、ギアの格納扉すら開いていないことが明らかとなり、機長は直ちに羽田に緊急着陸することを決意。11時32分ごろに片脚のまま着陸態勢に入った。
着陸そのものはスムーズであったが、速度が低下すると機体は脚のない左後方に大きく傾いて胴体を滑走路に激しく擦り、滑走路から外れてオーバランする事態となった。しかし着陸は無事成功し、衝撃による火災も免れた。
なお、当該便にはタレントの由美かおるが搭乗していたことからマスコミが羽田空港に大挙して駆けつけ大騒ぎとなったが、幸い由美を含めた乗員乗客全員が無事救出されている。

## 事故原因
事故の原因は格納扉の上部機構部でこの扉が整備の際に誤った組み立てをされたこともあり、車輪を吊り上げロックする「アップロックフック」という部品が金属疲労を起こし折れて割れてしまったことだった。

## 類似事故
- 日本国内航空機帯広空港胴体着陸事故 1965年5月29日発生
- ジェットブルー航空292便緊急着陸事故 2005年9月21日発生
- スカンジナビア航空1209便胴体着陸事故 2007年9月9日
- スカンジナビア航空2748便胴体着陸事故 2007年9月12日
- コンチネンタル航空3407便墜落事故 2009年2月12日